# Acacia chrysantha
Acacia chrysantha é uma espécie de leguminosa do gênero Acacia, pertencente à família Fabaceae.